# Mostafa Matar
Mostafa Ali Matar (arabisch مصطفى علي مطر, DMG Muṣṭafā ʿAlī Maṭar; * 10. September 1995 in Miniyeh) ist ein libanesischer Fußballtorhüter.

## Karriere

### Verein
Von der Saison 2014/15 bis zur Spielzeit 2019/20 spielte er bei Salam Zgharta. Danach folgte von ihm ein Wechsel zu al-Ahed, welche ihn gleich zur AC Tripoli weiterverliehen. Zur Spielzeit 2022/23 ging es dann erneut per Leihe zu al-Orobah nach Saudi-Arabien. Seit Mai 2023 ist er mittlerweile durchgehend Teil des Kaders. Mit al-Ahed konnte er bislang in der Spielrunde 2021/22 einmal die Meisterschaft gewinnen.

### Nationalmannschaft
Sein erstes bekanntes Spiel für die libanesische Fußballnationalmannschaft war am 8. August 2019 bei einer 1:3-Niederlage gegen den Jemen während der Westasienmeisterschaft 2019. Danach bekam er ab September 2019 auch noch in einigen weiteren Partien der Qualifikation für die Weltmeisterschaft 2022 Einsätze. Auch beim Arabien-Pokal 2021, hütete er in zwei der drei Gruppenspielen das Tor. Ab November 2023 hatte er auch bei ein paar Partien der Qualifikation für die Weltmeisterschaft 2026 Spielzeit.
Am 30. Dezember 2023 wurde er für den finalen Kader bei der Asienmeisterschaft 2024 nominiert. Dort stand er bei der 0:3-Niederlage im Eröffnungsspiel gegen Katar auch in der Startelf.